# Xã đặc quyền Coloma, Michigan
Xã Coloma (tiếng Anh: Coloma Township) là một xã thuộc quận Berrien, tiểu bang Michigan, Hoa Kỳ. Năm 2010, dân số của xã này là 5.020 người.